# The Intercept
The Intercept è una webzine creata da Glenn Greenwald, Laura Poitras e Jeremy Scahill, lanciata nel febbraio del 2014 dall'organizzazione First Look Media e finanziata da Pierre Omidyar.

## Storia
The Intercept è la prima pubblicazione di First Look Media, la piattaforma d'informazione creata e finanziata da Pierre Omidyar, fondatore di eBay.
The Intercept si pone due obiettivi: a breve termine la pubblicazione vuole servire come una piattaforma di informazione sui documenti pubblicati da Edward Snowden sui programmi di sorveglianza di massa da parte della National Security Agency statunitense, mentre a lungo termine vuole "realizzare un giornalismo aggressivo, indipendente e contraddittorio su una vasta gamma di temi, dalla segretezza agli abusi della giustizia, dalle violazioni delle libertà civili alla condotta dei media, dalle ineguaglianze sociali alle varie forme di corruzione finanziaria o politica.
Il sito web offre alle sue fonti anonimato e sicurezza in maniera simile agli archivi di WikiLeaks, basata su una piattaforma open source SecureDrop sviluppata da Aaron Swartz e gestita dall'organizzazione non a scopo di lucro Freedom of the Press Foundation.

## Pubblicazioni
La prima storia pubblicata dal The Intercept il 10 febbraio 2014 è stato un rapporto dettagliato su un programma statunitense di omicidi mirati tramite droni.

Nel 2016 ha pubblicato una serie di articoli intitolata The FBI's Secret Rules sulla base delle informazioni ricevute da Terry J. Albury.